# Беріїв Р-1
Берієв Р-1 — експериментальний реактивний човен, що літає, морський розвідник. Перший реактивний гідролітак в СРСР.

## Історія
У травні 1947 року в ОКБ-49 Г. М. Берієва почалися роботи зі створення експериментального човна з турбореактивними двигунами. Ініціатором проекту був сам Берієв, його ініціативу підтримали головком авіації ВМС Є. Н. Преображенський та головком ВМФ Н. Г. Кузнєцов . 12 червня 1948 року радянський уряд випустив постанову № 2061—803сс про проектування реактивного човна. Проект отримав позначення "Р". Відповідно до проектного завдання човен, що літає, повинен був використовуватися як розвідник і бомбардувальник і мати швидкість, порівнянну з основними винищувачами США морського базування - McDonnell FH-1 Phantom і Grumman F9F Panther .
30 травня 1952 року Р-1 здійснив перший політ. У ході «доведення», що тривало, тему по літаку «Р» було вирішено закрити.

## ТТХ
- Розмах крила, м 20.00
- Довжина літака, м 19.90
- Висота літака, м 7.10
- Площа крила, м2 58.00
- маса, кг
  - порожнього літака 12460
  - максимальна злітна 20300
- Тип двигуна 2 ТРД Клімова ВК-1
- Тяга, кгс 2 х 2700
- Максимальна швидкість, км/год
  - на висоті 800
  - біля води (або землі) 760
- Крейсерська швидкість, км/год 580
- Практична дальність, км 2000
- Практична стеля, м 11500
- Екіпаж, чол 3
- Озброєння: чотири 23-мм гармати
  - Бойове навантаження - 1000 кг (глибинні бомби, торпеда)